# Ana de Eppstein-Königstein
Ana de Eppstein-Königstein (1481 en Königstein - 7 de agosto de 1538 en Stolberg) fue la hija de Felipe I de Eppstein-Königstein y de su esposa, Luisa de la Marck.

## Matrimonio e hijos
El 24 de agosto de 1500, Ana contrajo matrimonio con el Conde Bodo VIII de Stolberg-Wernigerode. Bodo y Ana tuvieron muchos hijos:
- Wolfgang (1 de octubre de 1500 - 8 de marzo de 1552), desposó a Dorotea de Regenstein-Blankenburg y a Genoveva de Wied.
- Bodo (1502 - después de 2 de mayo de 1503)
- Ana (28 de enero de 1504 - 4 de marzo de 1574), la 28ª Abadesa de la Abadía Imperial de Quedlinburg.
- Luis (12 de enero de 1505 - 1 de septiembre de 1574), Conde de Stolberg-Wernigeorde, desposó a Walpurga Johanna de Wied-Runkel.
- Juliana (15 de febrero de 1506 - 18 de junio de 1580), desposó al Conde Felipe II de Hanau-Münzenberg y a Guillermo I de Nassau-Dillenburg, es considerada la matriarca de la Casa de Orange-Nassau.
- María (8 de diciembre de 1507 - 6 de enero de 1571), desposó al Conde Kuno II de Leiningen-Westerburg.
- Enrique (2 de enero de 1509 - 12 de noviembre de 1572), Conde de Stolberg-Wernigerode, desposó a Isabel de Gleichen-Rembda.
- Felipe (24 de mayo de 1510 - después de 21 de septiembre de 1531)
- Magdalena (6 de noviembre de 1511 - 19 de noviembre de 1546), desposó al Conde Ulrico IX de Regenstein-Blankenburg.
- Everardo (1513 - 21 de abril de 1526)
- Catalina (24 de octubre de 1514 - 18 de junio de 1577), desposó al Conde Alberto de Henneberg.
- Alberto (2 de marzo de 1516 - 4 de julio de 1587), Conde de Stolberg-Schwarza
- Cristóbal (10 de enero de 1524 - 8 de agosto de 1581), Conde de Stolberg-Gedern